# Wimmeria bartlettii
Wimmeria bartlettii är en benvedsväxtart som beskrevs av Lundell. Wimmeria bartlettii ingår i släktet Wimmeria och familjen Celastraceae. Inga underarter finns listade.